# Pelecotheca biseta
Pelecotheca biseta là một loài ruồi trong họ Tachinidae.